# 罗德里克·奇泽姆
罗德里克·奇泽姆（英語：Roderick Milton Chisholm，1916年11月27日—1999年1月19日），美国分析哲学家，毕业于布朗大学和哈佛大学，以其在认识论、形而上学、自由意志、价值理论和感知哲学方面的工作而闻名。